# Timothy Granaderos
Timothy Granaderos Jr., né le 9 septembre 1986 à Ypsilanti (Michigan), est un acteur et mannequin américain.
Il réalise sa toute première apparition dans le vidéoclip de la musique Love You Like a Love Song de la chanteuse Selena Gomez en 2011. Après plusieurs apparitions secondaires dans certaines œuvres cinématographiques et télévisuelles, Timothy Granaderos est remarqué grâce à son rôle d'Ash Franklin dans la série T@gged, rôle qu'il interprète sur un total de 3 saisons et 31 épisodes.
Mais c'est en 2017 que l'acteur obtient une notoriété un peu plus importante sur le plan mondial grâce à son rôle de Montgomery de la Cruz alias « Monty » dans la série télévisée à succès 13 Reasons Why qu'il interprète sur 4 saisons.

## Biographie
Timothy Granaderos est né à Ypsilanti et a grandi à Portage dans le Michigan. Il a ensuite déménagé à Los Angeles pour se consacrer à la modélisation et à la comédie. Il est le fils de Tim et Christine Granaderos. Il a une sœur aînée nommée Alyson Granaderos, qui est maquilleuse, et un frère cadet nommé Wil Granaderos.
Timothy Granaderos est diplômé du lycée Portage Northern et a ensuite fréquenté l'université d'État du Michigan où il s'est spécialisé dans la publicité et a joué dans l'équipe de football masculine des Spartans de Michigan State,.

## Carrière

### Débuts d'acteur
Avant de commencer sa carrière d'acteur, il a travaillé comme assistant de production sur le court métrage Committed.
En 2011, il fait ses débuts d'acteur au côté de Selena Gomez dans le vidéoclip Love You Like a Love Song qui devient un tube.
En 2016, il a joue Ash Franklin dans la série Web T@gged. Il est également apparu dans l'émission de télévision In the Vault en tant que Taylor Price.
Il est représenté par Silver Mass Entertainment et The GERSH Agency.

### 13 Reasons Why: 2017-2020
Timothy Granaderos décroche ensuite le rôle de Montgomery de la Cruz, surnommer « Monty », dans la série télévisée 13 Reasons Why à partir de 2017. Diffusée sur Netflix, adaptée du best-seller Treize raisons de Jay Asher et produit par Selena Gomez, la série suit à son commencement l'histoire d'Hannah Baker, une jeune fille étudiante au lycée Liberty High, qui met fin à ses jours juste après avoir réalisé 13 cassettes audio expliquant son geste. Ses 13 cassettes sont ensuite envoyées à diverses étudiants du même lycée qu'elle qui pourraient être plus ou moins responsables de son passage à l'acte.
Le personnage de Timothy Granaderos est un joueur de football dans l'équipe de son lycée et est ami avec Bryce Walker, principal antagoniste de la série. Son personnage prend beaucoup plus d'importance au cours de la seconde saison, notamment à cause d'une scène ou Monty agresse sexuellement un autre personnage, Tyler. Cette scène en particulier retient l'attention des spectateurs et choque par sa violence. Timothy Granaderos avait initialement auditionné pour le rôle de Justin Foley, Tony Padilla et Jeff Atkins avant d'être choisi pour celui de Monty de la Cruz.
D'abord récurrent lors des deux premières saisons, l'acteur est promu en tant qu'acteur régulier à partir de la troisième, en même temps que l'actrice Brenda Strong. La série s'arrête ensuite au bout de sa quatrième saison et une intrigue basée en partie sur le personnage de Monty. À travers les arcs narratifs de son personnage et grâce la complexité de celui-ci, Timothy Granaderos parvient à démontrer un talent d'acteur versatile, arrivant à jouer au fil des saisons l'adolescent avec une part d'humanité malgré les mauvaises actions qu'il réalise, l'adolescent vulnérable ou même agressif.

### Projets futurs
En 2020, alors que la crise du Covid-19 fait rage, l'acteur tourne à distance depuis sa maison le projet Untitled Horror Movie, réalisé par Nick Simon. L'oeuvre raconte l'histoire de six acteurs d'une série sur le point d'être annulée qui vont décider de réaliser leur propre film d'horreur. Alors qu'ils sont à la recherche d'une histoire, ils vont sans le savoir réveiller un esprit. En cette période de crise durant laquelle les plateaux de tournages ne sont pas accessibles, tous les acteurs gèrent la partie technique du tournage. Nick Simon s'exclame : « Les acteurs ont tout fait, de la lumière au son et même leur maquillage et la coiffure ». Dans ce long métrage, dont l'équipe technique est actuellement en train de vendre le projet à un distributeur pour une future diffusion, apparaît les acteurs Claire Holt, Darren Barnet, Katherine McNamara, Kal Penn, Sohm Kapila et Emmy Raver-Lampman. Le personnage de Timothy Granaderos est décrit comme « le gars affable sympa qui est ami avec tout le monde dans le casting ».

### Mannequinat
Timothy Granaderos est représenté par One Management, et dans diverses publicités et publicités imprimées.
Il a également soutenu et défilé pour une entreprise de vêtements appelée hnly, créée par deux de ses amis.

## Vie privée

### Relation
Timothy Granaderos est en couple avec Margaux Broke depuis quelques années[Depuis quand ?].

### Controverses et répercussions liées à13 Reasons Why
En 2018, lors de la diffusion de la seconde saison de 13 Reasons Why, Timothy Granaderos est sujet à plusieurs commentaires insultants de la part des internautes et fans de la série à la suite de l'épisode 13 de la saison dans lequel son personnage, Monty, agresse sexuellement le personnage de Tyler. À la suite de cet acharnement sur les réseaux, l'acteur est soutenu par plusieurs acteurs de la série dont l'interprète de Tyler lui-même, Devin Druid, mais aussi Justin Prentice qui joue le rôle de Bryce Walker et qui vit lui aussi un très grand acharnement sur les réseaux sociaux depuis la diffusion de la toute première saison. Ce dernier lance quant à lui le hashtag #TimIsNotMonty (Tim n'est pas Monty) dans le but que les internautes fassent la différence entre l'acteur, en l'occurrence Timothy, et le personnage, Monty. Cet hashtag est partagé des centaines de fois sur Instagram.
Le 12 août 2019, Timothy poste sur son compte instagram une photo pour apporter à son tour son soutien à une autre actrice de la série, Grace Saif, victime également d'un certain nombre de messages de haine à son encontre à la suite de l'apparition de son personnage lors de la troisième saison de la série. Timothy Granaderos légende « L’un des thèmes mis en avant dans notre série est qu’il faut prendre soin des uns et des autres. J’ai vu des choses assez désagréables sur Internet concernant l’introduction d’un nouveau personnage. Vous êtes tous passionnés et nous vous aimons pour ça mais, s’il vous plaît, essayez d’être gentils et respectez le travail de la talentueuse actrice derrière ce personnage. »

## Filmographie

### Films
- 2015 : Killing Animals de Javier Bosques et Steven Huffaker : Nick Dobbs
- 2015 : We Are Your Friends de Max Joseph : Preppy Guy #1
- 2016 : The Standoff d'Ilyssa Goodman : Jack Guthrie
- 2016 : The Archer de Valerie Weiss : Daniel
- 2020 : Keep Hope Alive de Laura Murphy : Hank Alvaro
- 2021: Untitled horror movie de Nick Simon : Kip

### Courts métrages
- 2015 : Carefree de Tara Shayne : Brad
- 2015 : Up Next de Domenic Yovina : Kurt

### Séries
- 2013 : Les Bio-Teens (Lab Rats) de Bryan Moore et Chris Peterson : Griffin (invité saison 2, épisode 19)
- 2014 : Les Experts (CSI: Crime Scene Investigation) de Anthony E. Zuiker : Teen Boy (invité saison 14, épisode 14)
- 2014 : Liv et Maddie (Liv and Maddie) de John D. Beck et Ron Hart : Mailman (invité saison 1, épisode 18)
- 2015 : Undateable de Adam Sztykiel : Jake (invité saison 2, épisode 2)
- 2015 : Chasing Life de Jean-Marie Poire : Gabe (invité saison 2, épisodes 4 et 6)
- 2016 : Rosewood de Todd Harthan : Lane Piven (invité saison 2, épisode 1)
- 2016 - 2018 : T@gged de Hannah Macpherson : Ash (principal saisons 1 à 3)
- 2017 : In the Vault de Ben Epstein : Taylor Price (récurrent saison 1, 8 épisodes)
- 2017 et 2019 : Runaways de Stephanie Savage et Josh Schwartz : Lucas (invité saisons 1 et 3, 3 épisodes)
- 2017 - 2020 : 13 Reasons Why de Brian Yorkey : Montgomery « Monty » de la Cruz (récurrent saisons 1 et 2, principal saisons 3 et 4)
- 2019 : Betch de Monica Sherer et Madeline Whitby : Tim (invité saison 4, épisode 7)
- 2024 : S.W.A.T de Shawn Ryan : Jeb Webber (invité saison 7, épisode 8)

### Téléfilms
- 2015 : Studio City de Sanaa Hamri : Mateo
- 2017 : L'Ombre de mon jumeau (The Twin) de Fred Olen Ray : Derek / Tyler
- 2018 : How May We Hate You? de Will Gluck : Rôle inconnu

### Clips musicaux
- 2011 : Selena Gomez and the Scene : Love You Like a Love Song
- 2015 : Tamara Laurel : Whiskey
- 2017 : Fall Out Boy : Champion